# Klokaní ostrov
Klokaní ostrov (anglicky Kangaroo Island) je po Tasmánii a Melvillově ostrově třetím největším ostrovem Austrálie. Od mysu Cape Jervis na pobřeží Jižní Austrálie je vzdálen zhruba 13 km. Je dlouhý přibližně 145 km a místy 60 km široký. Obvod tvoří 450 km malebného a divokého pobřeží. Ostrov je vzdálen 120 km vzdušnou čarou od Adelaide a je vyhlášeným rekreačním rájem, zejména pro milovníky přírody.

## Historie
V dobách, než byl ostrov objeven Evropany, zde žilo domorodé obyvatelstvo Austrálců, čehož jsou důkazem nálezy primitivních kamenných nástrojů. Tyto nálezy jsou staré nejméně deset tisíc let. Jak a kdy domorodci opustili ostrov zůstává dodnes neobjasněno. Klokaní ostrov pojmenoval Matthew Flinders v roce 1802, kdy jej spatřil jako první Evropan. Ostrov nese své jméno podle klokanů na březích ostrova, které lovila posádka objevitelské lodi a kteří pro ně byli jediným dostupným zdrojem potravy po dlouhých dnech strádání. Prvním, kdo se na ostrově usadil, byli uprchlí trestanci a ztroskotanci, kteří si zde založili pirátskou základnu. V roce 1827 bylo toto pirátské doupě zlikvidováno britskými vojáky. V roce 1836 se zde usadili první skuteční osadníci, kteří se tu ovšem udrželi pouhé 4 roky. Z ostrova přesídlili na pevninskou Austrálii a založili zde město Adelaide. Výraznější osidlování tak na Klokaním ostrově probíhalo až v průběhu celého 19. století. Ostrov jako první zmapoval Nicolas Baudin v roce 1803.

## Farmaření a ekonomika ostrova
Na ostrově žije přes milion ovcí, z nichž je většina plemene Merino, a které ještě do nedávna byly hlavním zdrojem obživy. Z ovčího mléka se na ostrově vyrábějí delikátní sýry kontinentálního typu. 
Na ostrově je dnes 140 chovatelů sladkovodních raků. Vývozním artiklem je též včelí med, přičemž včely byly na ostrov přivezeny až v roce 1881 z italské Ligurie. Mezi další zdroje obživy patří například chov ušní, ústřic a slávek, výroba olivového oleje a začíná se zde opět destilovat eukalyptový olej.

## Doprava

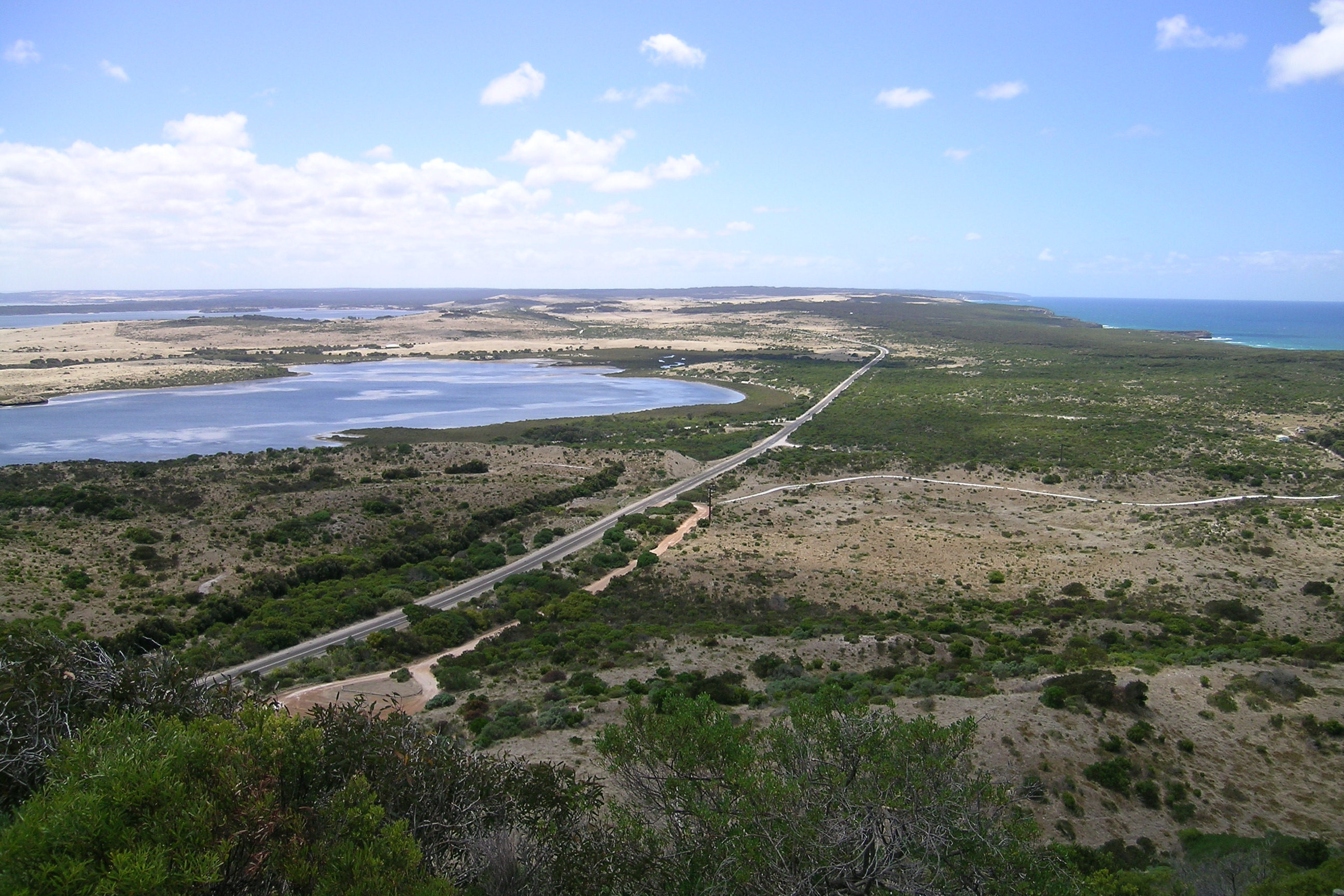
Panorama Klokaního ostrova s asfaltovou silnicí

Spojení s ostrovem zajišťují dva trajektové spoje. První je osobní trajekt z Glenegu, místní části Adelaide, do Kingscote, a druhý přepravní trajekt z Cape Jervisu do Penneshawu. Další možností přesunu je 30minutová cesta letadlem z Adelaide na letiště v Kingscote. Ostrov je hustě pokrytý 1600kilometrovou sítí silnic, nicméně asfaltový povrch mají jen hlavní tahy mezi většími osadami. Zbylé silnice mají povrch z červené drti a jsou velmi nebezpečné, jelikož jsou vystaveny rozmarům přírody. Na ostrově jsou 4 půjčovny dopravních prostředků a funguje zde i autobusová linka z přístavu Penneshaw do American River.

## Fauna
V rámci zachování ohroženého druhu byly na Klokaní ostrov vypuštěny koaly. Stalo se tak v roce 1923. Dnes jsou koaly rozšířeny po celém ostrově. Nemají zde žádné přirozené predátory a nesužují je nemoci a bakterie rodu Chlamydiae jako je tomu u pevninských koal. Koaly v hojné míře likvidují a ničí gumovníky, a proto je jejich počet regulován. Odchycené kusy jsou přemisťovány do jiných částí Austrálie.
V malé zátoce (Seal Bay), lemované strmými skalisky, se nalézá útočiště lachtanů šedých. Ve zdejší kolonii nachází ideální místo pro odchov svých mláďat.
V národních parcích žije spousta klokanů, klokánků, ptakopysků či tučňáků.  Nedaleko Pelican Bay se nachází ornitologická stanice.

## Flóra a národní parky

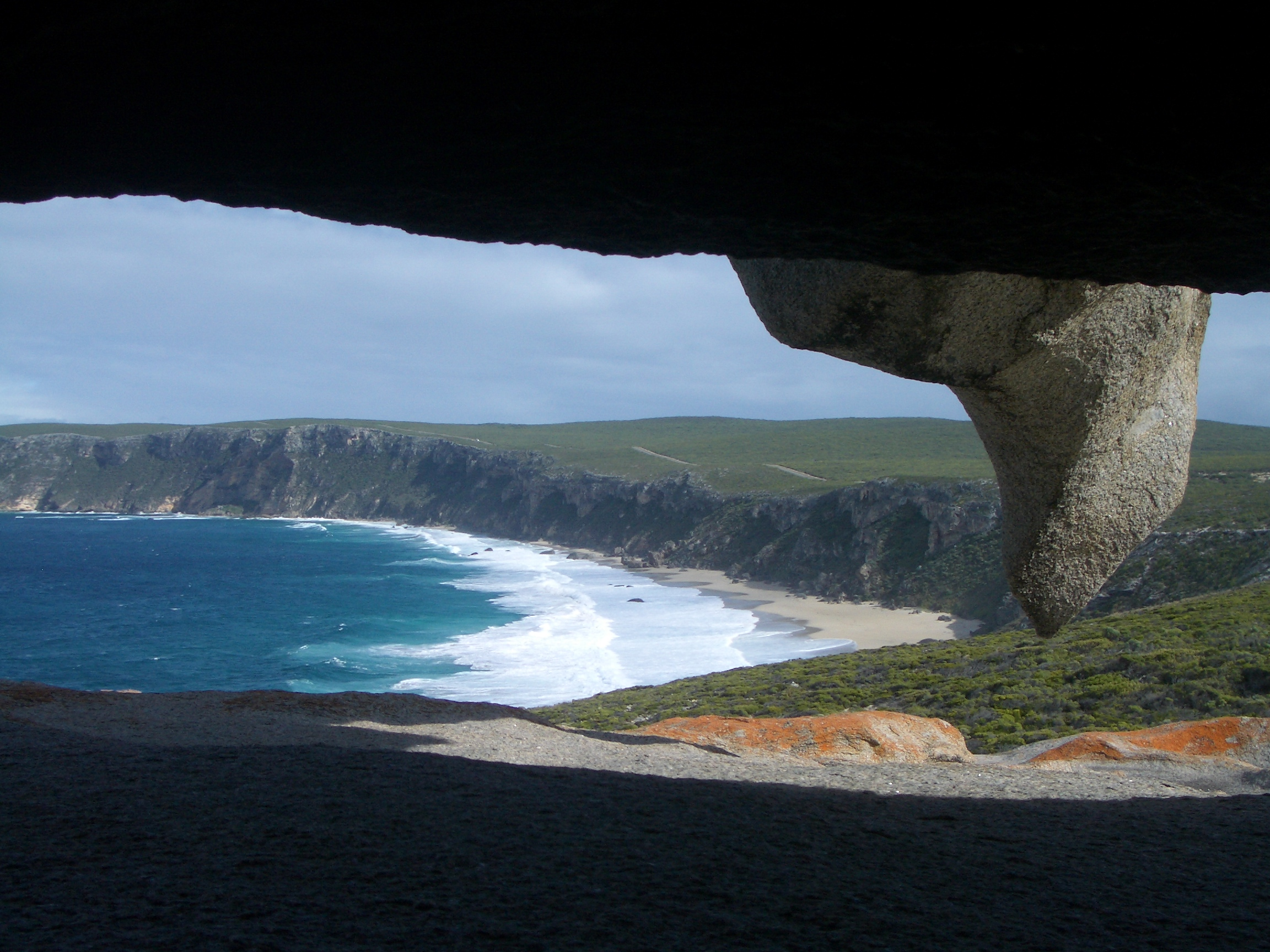
Pohled z Remarkable rocks

Celou jednu třetinu ostrova tvoří národní parky a chráněné rezervace. Celkem se jich zde nachází 18.
- Cape Gantheauma Conservation Park – Zóna divoké přírody s největším jezerem ostrova Murrays Lagoon. Je to oblast plná nízkých eukalyptových keřů poskytujících hnízdiště spoustě ptáků.
- Kelly Hill Conservation Park – Park s vápencovými jeskyněmi Kelly Hill Caves leží 79 km od Kingscote.
- Seal Bay Conservation Park – Třetí největší kolonie lachtanů šedých v Austrálii.
- Flinders Chase National Park – Od roku 1919 vyhlášen národním parkem. Je zároveň největším parkem Jižní Austrálie. Krajinu parku tvoří převážně nízké eukalyptové porosty s občasnými skupinami vyšších blahovičníků.

## Městečka a osady ostrova
- Penneshaw – Leží na poloostrově Dudley Peninsula, který je vyhlášený výskytem tučňáka nejmenšího. Poblíž je vyhlídka z vrcholu Mount Thisby na kolonie těchto tučňáků.
- American River – Leží v zátoce obklopené borovicemi. Je to rybářská osada kde se smí kmit  pelikáni.
- Kingscote – Náleží statut historického městečka, je centrem administrativy a služeb ostrova. lze tedy říct, že se jedná o hlavní město ostrova.
- Parndana
- Cygnet River – V této osadě jsou nejhonosnější ubytovací zařízení na ostrově.
- Rocky River

## Ostrovní klima
Průměrná teplota Klokaního ostrova je mezi 11,4 °C – 19,1 °C. Letní teploty na ostrově nepřekračují 35 °C. Průměrná letní teplota se pohybuje od 20,8 °C do 25 °C. Zimní teploty od července do září jsou 8,4 °C – 14,6 °C.
Úhrn ročních srážek na ostrově je 485 mm a průměrná síla větru je 14,7–17,7 km/h.

## Atrakce a turistické cíle

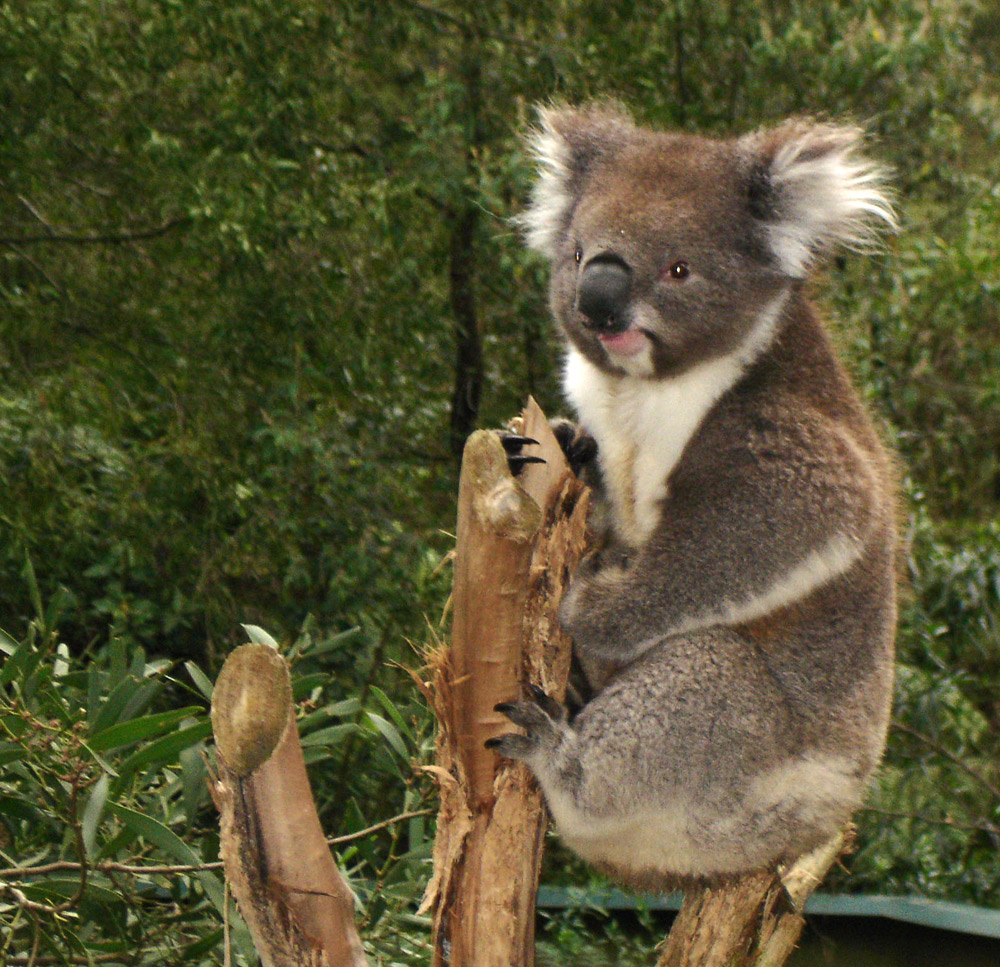
Koala

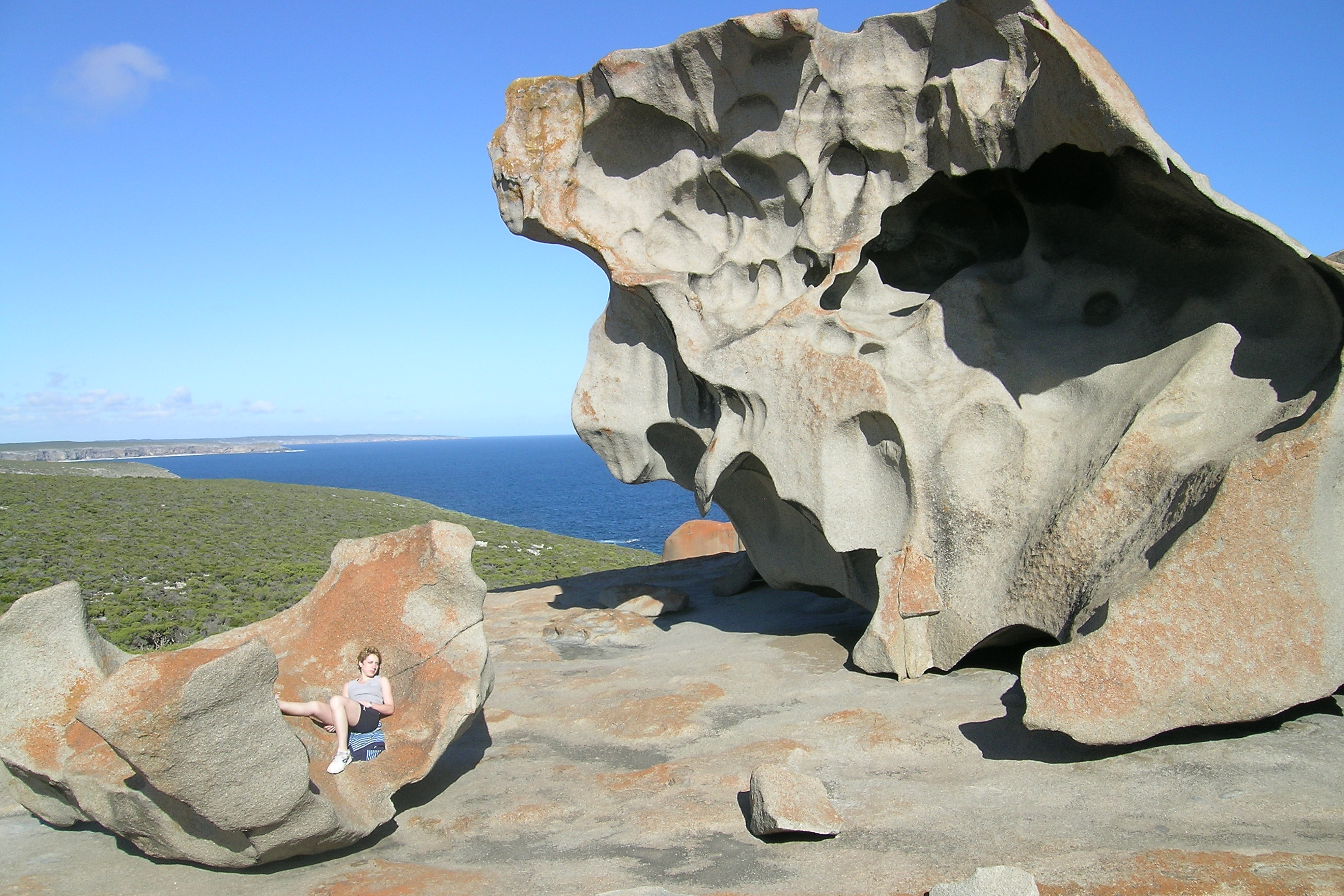
Remarkable rocks

- Remarkable Rocks – oranžově zabarvené skály ležící na výběžku Kirk Patrick Point v národním parku Flinders Chase.
- Cape Willoughby Lighthouse – maják stojící na východním konci ostrova
- Hope Cottage Folk Museum – museum prvních osadníků ve zrestaurovaném domu z roku 1859
- Little Sahara – je to patnácti kilometrová oblast s dunami z bílého písku ležící mezi zálivy Seal Bay a Vivonne Bay.
- Admirals Arch –  skalní formace kde se vyhřívají lachtani australští.
- Cape Borda Lighthouse – historický maják z roku 1858

## Obrázky

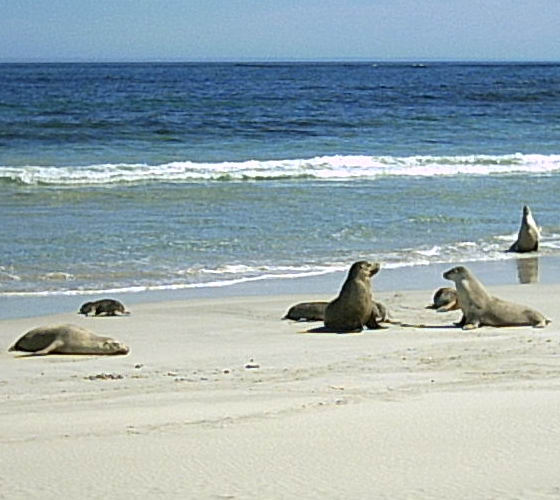
Seal Bay – zátoka lachtanů šedých
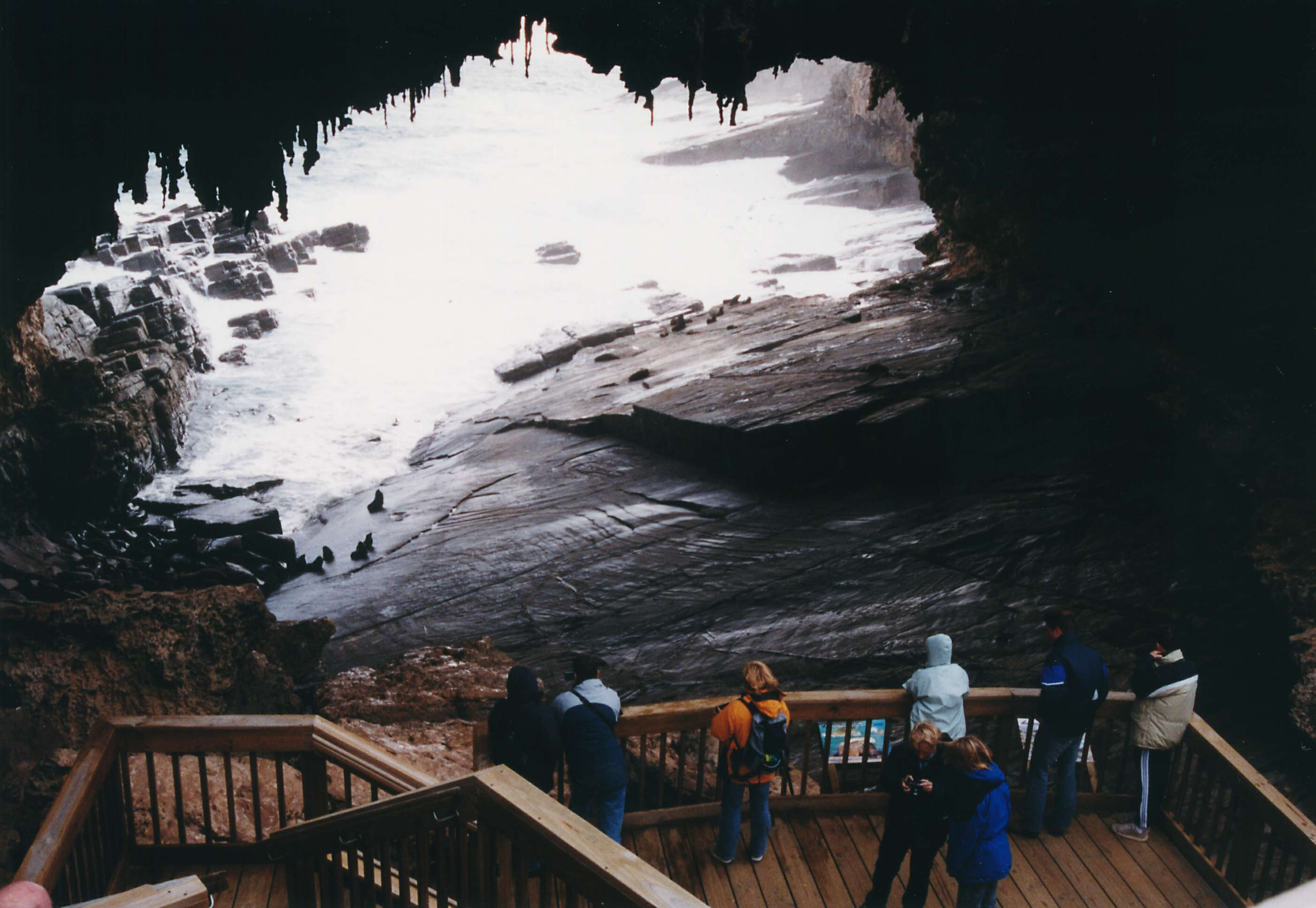
Admirals Arch
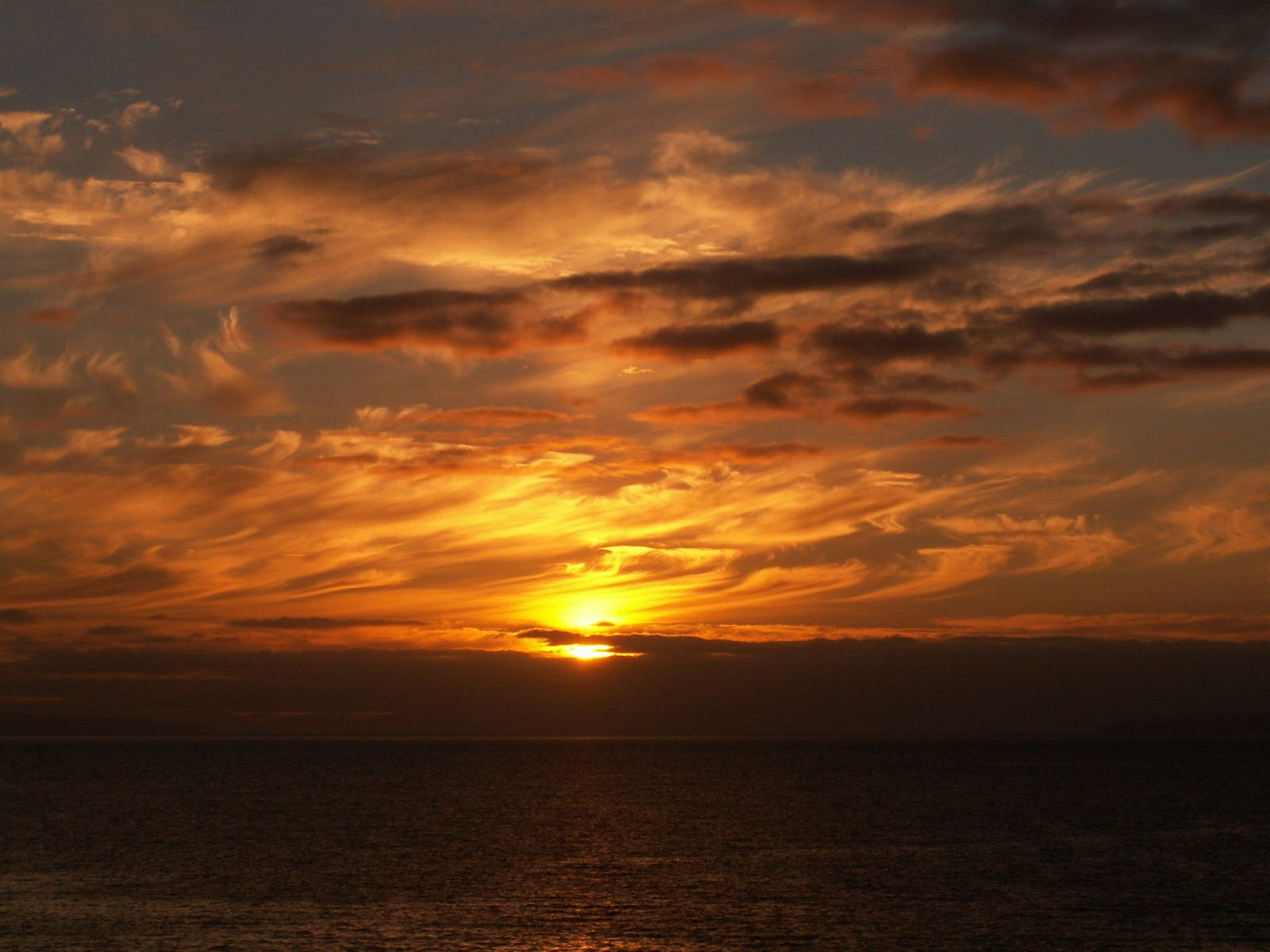
Západ slunce na Klokaním ostrově
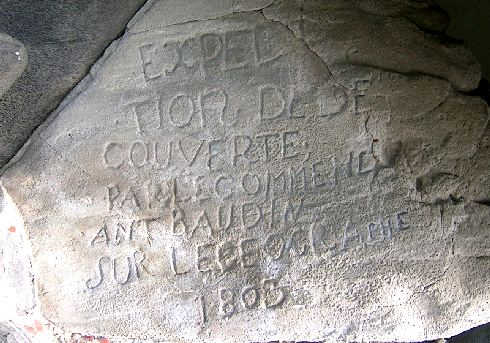
Historický nápis Nicolas Baudin 1803